# (671) Carnegia
(671) Carnegia es un asteroide perteneciente al cinturón de asteroides descubierto el 21 de septiembre de 1908 por Johann Palisa desde el observatorio de Viena, Austria.
Está nombrado en honor del empresario y filántropo estadounidense Andrew Carnegie (1835-1919).